# 15 april
15 april är den 105:e dagen på året i den gregorianska kalendern (106:e under skottår). Det återstår 260 dagar av året.

## Återkommande bemärkelsedagar

### Helgdagar
- Påskdagen firas i västerländsk kristendom för att högtidlighålla Jesu återuppståndelse efter korsfästelsen, åren 1827, 1838, 1900, 1906, 1979, 1990, 2001, 2063, 2074, 2085, 2096.
- Nordkorea: Statsledaren Kim Il-sungs födelsedag

## Namnsdagar

### I den svenska almanackan
- Nuvarande – Olivia och Oliver
- Föregående i bokstavsordning
  - Oliver – Namnet infördes på dagens datum 1986 och har funnits där sedan dess.
  - Olivia – Namnet infördes på dagens datum 1901 och har funnits där sedan dess.
  - Olympias – Namnet fanns, till minne av Olympias en martyr i Persien, som dog 304, även i formen Olympiades, på dagens datum före 1901, då det utgick.
  - Ove – Namnet infördes på dagens datum 1986, men flyttades 1993 till 8 maj och 2001 till 13 februari.
- Föregående i kronologisk ordning
  - Före 1901 – Olympias eller Olympiades
  - 1901–1985 – Olivia
  - 1986–1992 – Olivia, Oliver och Ove
  - 1993–2000 – Olivia och Oliver
  - Från 2001 – Olivia och Oliver
- Källor
  - Brylla, Eva (red.): Namnlängdsboken, Norstedts ordbok, Stockholm, 2000. ISBN 91-7227-204-X
  - af Klintberg, Bengt: Namnen i almanackan, Norstedts ordbok, Stockholm, 2001. ISBN 91-7227-292-9

### Finlandssvenska almanackan
- Nuvarande från 2015[1] – Linda, Linn, Belinda
- I föregående revideringar[a][2]
  - 1929–1999 – Linda
  - 2000–2014 – Linda, Linn

## Händelser
- 1865 – Den amerikanske presidenten Abraham Lincoln, som har blivit skjuten i huvudet kvällen före, avlider klockan 7.22 på morgonen efter att ha varit medvetslös i nio timmar efter dådet. Han efterträds samma dag av den sedan en månad nytillträdde vicepresidenten Andrew Johnson.[3]
- 1912 – Den brittiska oceanångaren RMS Titanic, som klockan 23.40 kvällen före har kolliderat med ett isberg, sjunker på två timmar och 40 minuter, ungefär 600 sjömil sydost om Newfoundland i Kanada (det sista av aktern försvinner under ytan klockan 02.20). Det finns livbåtsplatser till knappt hälften av de ombordvarande, men eftersom knappt någon av livbåtarna utnyttjas till sin fulla kapacitet överlever endast 710 av de 2 224 personer, som finns ombord, medan 1 514 personer, däribland 90 av 130 svenskar, drunknar eller fryser ihjäl i det iskalla vattnet. Under de tidiga morgontimmarna plockas de överlevande upp av ångaren RMS Carpathia, som tidigare har mottagit nödsignaler från Titanic och satt kurs mot olycksplatsen. Egentligen är Carpathia på väg mot Europa, men sedan man strax före klockan nio på morgonen har gett upp hoppet att hitta fler överlevande i vattnet sätter hon kurs tillbaka till New York med Titanics överlevande passagerare och besättning. Titanicolyckan leder till att vissa internationella fartygsbestämmelser ändras, däribland att det bestäms, att det måste finnas livbåtsplatser till samtliga ombord på ett fartyg.
- 1945 – Brittiska trupper befriar det tyska koncentrationslägret Bergen-Belsen. Lägret är vid tillfället överfullt av fångar, eftersom många i andra världskrigets slutskede har förts dit från andra koncentrationsläger. Trots att SS har låtit gräva mängder av massgravar finner britterna tusentals obegravda lik i lägret, eftersom man inte har hunnit begrava alla döda. Lägret rivs omedelbart efter befrielsen, på grund av de sjukdomar som härjar.
- 1955 – Ray Kroc öppnar sin första McDonald’s-restaurang i Des Plaines i Illinois. Detta blir inte den första McDonald's-restaurangen (den öppnades av bröderna Dick och Mac McDonald redan 1940), men det blir den första franchiserestaurangen under märket och därmed grundas McDonald's som restaurangkedja. Idag (2025) har kedjan restauranger över hela världen och är en av världens mest kända hamburgerrestaurangkedjor.
- 1974 – Den amerikanska miljonärsdottern Patricia Hearst, som den 4 februari samma år har blivit kidnappad av Symbiotiska befrielsearmén (SLA), och varit försvunnen sedan kidnappningen, blir fotograferad när hon deltar i ett bankrån tillsammans med sina kidnappare. Det visar sig sedermera, att hon har bytt namn till Tania och börjat sympatisera med SLA, som hon har blivit medlem av.
- 1986 – USA genomför Operation El Dorado Canyon, som innebär att det amerikanska flygvapnet under tolv minuter från klockan två på morgonen, bombar mål i Libyen. Operationen genomförs som en reaktion på det libyska bombdådet i Västberlin tio dagar tidigare, då en bomb har detonerats på ett diskotek och två amerikanska soldater har omkommit och omkring 50 har skadats.
- 1989 – 95 supportrar till den engelska fotbollsklubben Liverpool FC blir krossade till döds, när den fotbollsläktare på Hillsborough Stadium i Sheffield, som de befinner sig på, blir alltför överfull. Till att börja med beskylldes supportrarna för det inträffade: olyckan hävdades skett som följd av att fansen försökte ta sig in på arenan innan en fotbollsmatch mellan Liverpool och Nottingham Forest FC ska börja. Det uppdagades efter två officiella utredningar att ansvarig för skeendet var den lokala polisen som genom handlingar bidrog till en överfull läktare, samt senare försökte dölja inblandningen och lägga skuld på fansen. Det är den mest dödliga läktarolyckan i Storbritanniens historia och en av de värsta i världshistorien. 95 personer dör, 766 personer skadas i olyckan och ytterligare en Liverpoolsupporter hamnar i koma och avlider fyra år senare.
- 1996 – Den tidigare vice statsministern Mona Sahlin lämnar den svenska riksdagen till följd av den så kallade Tobleroneaffären, där det hösten 1995 uppdagats att hon har gjort privata betalningar med ett statligt kontokort. Förundersökningen mot henne är dock nerlagd.
- 2013 – Två bomber detonerar med 13 sekunders mellanrum nära mållinjen för årets upplaga av Boston Marathon. Tre åskådare omkommer vid explosionerna, medan totalt 264 personer (tävlande löpare, åskådare och förbipasserande) skadas. När den amerikanska federala polisen (FBI) tre dagar senare publicerar bilder på bröderna Dzhokhar och Tamerlan Tsarnaev, som misstänks för dådet, leder detta till att de dödar en polis, kapar en bil och inleder skottlossning mot polisen. Sedan Tamerlan har blivit skadad blir han på morgonen den 19 april infångad av polisen, men avlider senare på sjukhus av sina skador. Dzhokhar infångas samma kväll, även han skadad, och delges vid sjuksängen den 22 april misstanke om brott. Han hävdar då, att Tamerlan var hjärnan bakom dådet och att USA:s krig i Irak och i Afghanistan är orsaken till att de har utfört det.
- 2019 – Branden i Notre-Dame de Paris bryter ut och katedralens spira och tak förstörs helt, samt delar av innervalven och inredningen.

## Födda
- 1452 – Leonardo da Vinci, italiensk målare, skulptör, naturvetare, arkitekt, uppfinnare och universalgeni
- 1469 – Guru Nanak, indisk religiös ledare, grundare av sikhismen
- 1646 – Kristian V, kung av Danmark och Norge 1670–1699
- 1659 – Adam Ludwig Lewenhaupt, svensk greve och general
- 1684 – Katarina I, tsarinna av Ryssland 1711–1725 (gift med Peter I) och regerande tsarinna av Ryssland 1725–1727
- 1707 – Leonhard Euler, schweizisk matematiker
- 1710 – Marie Camargo, spansk-fransk ballerina
- 1793 – Friedrich Georg Wilhelm von Struve, tysk astronom
- 1821 – Joseph E. Brown, amerikansk jurist och politiker, guvernör i Georgia 1857–1865, senator för samma delstat 1880–1891
- 1843 – Henry James, amerikansk författare
- 1849 – Victor Henri Hutinel, fransk läkare
- 1858 – Émile Durkheim, fransk sociolog, pedagog och filosof, känd som den sociologiska strukturalismens fader
- 1859 – Luren Dickinson, amerikansk republikansk politiker, guvernör i Michigan 1939–1941
- 1869 – Signe Brander, finländsk fotograf
- 1874 – Johannes Stark, tysk fysiker, mottagare av Nobelpriset i fysik 1919
- 1883 – Hakon Swenson, grundare av Hakonbolaget i Västerås och initiativtagare till att Hakonbolaget och tre andra inköpscentraler skulle samarbeta inom Ica
- 1885 – Franz Böhme, österrikisk general
- 1888 – Greta Almroth, svensk skådespelare
- 1889 – Elias Wessén, svensk språkvetare, ledamot av Svenska Akademien 1947–1981
- 1894 – Bessie Smith, amerikansk jazz- och blussångare
- 1896
  - Gerhard Fieseler tyskt flygaräss och flygplanskonstruktör
  - Nikolaj Semjonov, rysk kemist och fysiker, mottagare av Nobelpriset i kemi 1956
- 1904 – Arshile Gorky, armenisk-amerikansk konstnär
- 1907 – Nikolaas Tinbergen, nederländsk etolog, mottagare av Nobelpriset i fysiologi eller medicin 1973
- 1912 – Kim Il-sung, nordkoreansk politiker, Nordkoreas diktator, premiärminister 1948–1972 och president 1972–1994
- 1920 – Richard von Weizsäcker, tysk kristdemokratisk politiker, Västtysklands förbundspresident 1984–1990 och det återförenade Tysklands dito 1990–1994
- 1926 – Walter Huddleston, amerikansk demokratisk politiker, senator för Kentucky 1973–1985
- 1929 – Ulf Linde, författare, museiman och kompositör, ledamot av Svenska Akademien 1977–2013
- 1930 – Vigdís Finnbogadóttir, isländsk lärare och teaterdirektör, Islands president 1980–1996
- 1931
  - Ulf Qvarsebo, svensk skådespelare
  - Tomas Tranströmer, svensk poet, översättare och psykolog, mottagare av Nobelpriset i litteratur 2011
- 1938
  - Björn Alke, svensk kompositör och kontrabasspelare
  - Jay Garner, amerikansk general
  - Claudia Cardinale, italiensk skådespelare
- 1940 – Ove Engström, svensk sångare och kompositör
- 1941 – Howard Berman, amerikansk demokratisk politiker, kongressledamot 1983–2013
- 1942 – Erik Fernström, svensk rocksångare med artistnamnet Jerry Williams
- 1943 – Robert Lefkowitz, amerikansk kemist, mottagare av Nobelpriset i kemi 2012
- 1944
  - Dzjochar Dudajev, tjetjensk militär och politiker, Tjetjeniens president 1994–1996
  - David Trimble, nordirländsk politiker och jurist, mottagare av Nobels fredspris 1998
- 1946 – Wayne Gilchrest, amerikansk republikansk politiker, kongressledamot 1991–2009
- 1947 – Lois Chiles, amerikansk skådespelare
- 1949 – Alla Pugatjova, rysk sångare, skådespelare och fotomodell
- 1950 – Eva Fritjofson, svensk skådespelare
- 1959 – Emma Thompson, brittisk skådespelare och manusförfattare
- 1960 – Susanne Bier, dansk regissör
- 1961 – Carol Greider, amerikansk molekylärbiolog, mottagare av Nobelpriset i fysiologi eller medicin 2009
- 1962 – Nick Kamen, brittisk fotomodell, kompositör och sångare
- 1964 – Johanne Hildebrandt, svensk journalist, författare och kolumnist
- 1966
  - Samantha Fox, brittisk fotomodell och sångare
  - Mika Lintilä, finländsk politiker
- 1968
  - Steve Aalam, svensk-amerikansk skådespelare, manusförfattare och rollbesättare
  - Ed O'Brien, brittisk musiker, gitarrist i gruppen Radiohead
- 1973 – Teddy Lučić, svensk fotbollsspelare, VM-brons och kopia av Svenska Dagbladets guldmedalj 1994
- 1975 – Paul Dana, amerikansk racerförare
- 1978 – Luis Fonsi, puertoricansk musiker och sångare
- 1979 – Luke Evans, brittisk skådespelare
- 1982 – Seth Rogen, kanadensisk komiker och skådespelare
- 1983 – Ilja Kovaltjuk, rysk ishockeyspelare
- 1988 – Eliza Doolittle, brittisk sångare
- 1989 – Brandur Enni, färöisk-svensk sångare
- 1990 – Emma Watson, brittisk skådespelare, mest känd i rollen som Hermione Granger i filmerna om Harry Potter
- 1992
  - Amy Deasismont, svensk skådespelare, manusförfattare och sångare med artistnamnet Amy Diamond
  - John Guidetti, svensk fotbollsspelare
- 1997 – Maisie Williams, brittisk skådespelare

## Avlidna
- 1446 – Filippo Brunelleschi, 69, italiensk arkitekt
- 1719 – Françoise d'Aubigné de Maintenon, 83, fransk hov- och adelsdam, älskarinna och morganatisk hustru till Ludvig XIV
- 1764 – Jeanne-Antoinette Poisson, 42, fransk adelsdam och älskarinna till Ludvig XV, känd som Madame de Pompadour
- 1823 – Louis Deland, 50, svensk sångare, skådespelare och balettmästare
- 1865 – Abraham Lincoln, 56, amerikansk republikansk politiker, USA:s president sedan 1861 (mördad)
- 1873 – Christopher Hansteen, 88, norsk astronom och fysiker
- 1899 – Karl Ludwig Kahlbaum, 70, tysk psykiater
- 1912
  - Omkomna vid Titanics förlisning
    - John Jacob Astor IV, 47, amerikansk överstelöjtnant, författare, uppfinnare och miljonär
    - Benjamin Guggenheim, 46, amerikansk affärsman och miljonär
    - Edward Smith, 62, brittisk sjökapten, kapten på Titanic
    - Jack Phillips, 25, radiotelegrafist ombord på Titanic
- 1915 – Urban A. Woodbury, 76, amerikansk republikansk politiker, guvernör i Vermont 1894–1896
- 1925 – August Endell, 54, tysk arkitekt, formgivare och författare
- 1927 – Gaston Leroux, 58, fransk författare, mest känd för romanen Fantomen på Operan
- 1935 – Anna Ancher, 75, dansk målare
- 1942
  - Ludvig ”Lubbe” Nordström, 60, svensk författare och journalist, mest känd för radioserien Lort-Sverige
  - Robert Musil, 61, österrikisk författare
- 1945
  - Rolf Carls, 59, tysk sjömilitär (stupad)
  - Paul Fanger, 56, tysk sjömilitär (stupad)
  - Hermann Florstedt, 50, tysk SS-officer, kommendant i koncentrationslägret Majdanek (avrättad)
- 1948 – Manuel Roxas y Acuña, 56, filippinsk politiker, Filippinernas president sedan 1946
- 1949 – Wallace Beery, 64, amerikansk skådespelare
- 1951 – Sara Cahier, 76, amerikansk operasångare
- 1961 – Artur Cederborgh, 75, svensk skådespelare
- 1963 – Edward V. Robertson, 81, brittisk-amerikansk politiker, senator för Wyoming 1943–1949
- 1969 – Victoria Eugenia av Battenberg, 81, Spaniens drottning 1906–1931 (gift med Alfons XIII)
- 1970 – Karin Alfheim, 77, svensk operasångare
- 1972 – Birger Skarp, 41, svensk målare, tecknare och grafiker
- 1975
  - Charles Journet, 84, schweizisk katolsk teolog och kardinal
  - Magnus Kesster, 73, svensk skådespelare
- 1980 – Jean-Paul Sartre, 74, fransk existentialistisk författare och filosof, tilldelad men avböjde Nobelpriset i litteratur 1964
- 1982
  - Gunnar Ekwall, 71, svensk skådespelare
  - Arthur Lowe, 66, brittisk skådespelare
- 1984
  - Tommy Cooper, 63, brittisk komiker och magiker
  - Frank Grillo, 72, kubansk sångare med artistnamnet Machito
- 1986 – Jean Genet, 75, fransk författare
- 1990 – Greta Garbo, 84, svensk skådespelare
- 1993 – Eduard Rudolph Rhein, 92, österrikisk författare med pseudonymen Hans Ulrich Horster
- 1997 – Einar Bergh, 58, svensk operasångare
- 1998 – Pol Pot, 72, kambodjansk kommunistisk politiker, ledare för Röda khmererna 1963–1979 samt premiärminister och diktator i Kambodja 1976–1979
- 2001
  - Fanny Gjörup, 39, svensk barnskådespelare och jurist
  - Jeffrey Hyman, 49, amerikansk musiker med artistnamnet Joey Ramone, sångare i gruppen The Ramones
- 2006 – Sven Axbom, 79, svensk fotbollsspelare, VM-silver 1958
- 2007 – Brant Parker, 86, amerikansk serietecknare, skapare av Trollkarlen från Id
- 2008 – Krister Stendahl, 86, svensk luthersk teolog och professor, biskop i Stockholms stift 1984–1988
- 2011 – Bernt Callenbo, 78, svensk skådespelare, regissör och skådespelare
- 2012 – Jenny Olsson, 32, svensk längdskidåkare
- 2014 – Nina Cassian, 89, rumänsk poet och översättare
- 2015 – Gunilla Wolde, 75, svensk barnboksförfattare, tecknare och illustratör
- 2016 – Lars-Inge Svartenbrandt, 70, svensk brottsling
- 2017 – Emma Morano, 117, italiensk kvinna, världens äldsta människa
- 2018 – R. Lee Ermey, 74, amerikansk militär och skådespelare
- 2020
  - Adam Alsing, 51, svensk TV- och radioprogramledare
  - Rubem Fonseca, 94, brasiliansk författare
  - Brian Dennehy, 81, amerikansk skådespelare